# هوگو باگنولو
هوگو باگنولو (انگلیسی: Hugo Bagnulo; ۲۳ ژوئیهٔ ۱۹۱۵ – ۷ فوریهٔ ۲۰۰۸) بازیکن فوتبال اهل اروگوئه بود.
از باشگاه‌هایی که در آن بازی کرده‌است می‌توان به باشگاه ورزشی دفنسور و باشگاه فوتبال دانوبیو اشاره کرد.
وی همچنین در تیم ملی فوتبال اروگوئه بازی کرده‌است.